# Maria Theresia Borrekens
Maria Theresia Borrekens, född 1728, död 1797, var en nederländsk tryckare, redaktör och förläggare. Hon var direktör för det berömda tryckeriet och förlaget Plantin i Antwerpen mellan 1768 och 1797.   Hon var gift med Franciscus Joannes Moretus (son till Joannes Jacobus Moretus), och mor till Jacob Paul Moretus. Hon tog över tryckeriet vid sin makes död. Hon beskrivs som en resolut affärsmänniska, men tryckeriet minskade ändå under hennes tid genom svårigheterna i branschen. Under den franska invasionen stannade hon i Antwerpen då samtliga hennes fem barn tycks ha flytt. 